# Vallespir

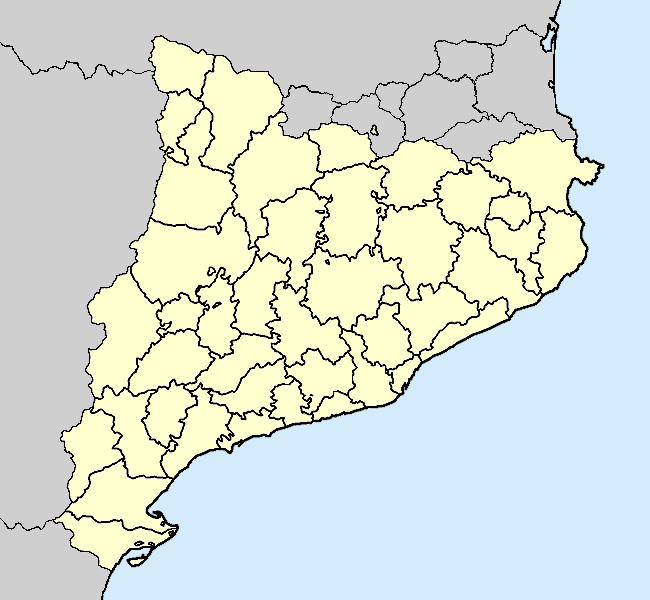
Mapa de Catalunya i de les comarques històriques

El Vallespir és una comarca de la Catalunya del Nord, amb capital a Ceret. Limita amb les comarques de l'Alt Empordà (al sud-est), la Garrotxa (al sud), el Ripollès (al sud-oest), el Conflent (al nord-oest) i el Rosselló (al nord-est).
El Vallespir està vertebrat pel riu Tec, que el travessa d'oest a est. Al nord està dominat pel pla Guillem i el Canigó, mentre que al sud pel Comanegra i el Roc de Fraussa. Hi ha una varietat d'opinions respecte a les subcomarques. Alguns divideixen la comarca en dos, el Baix Vallespir i l'Alt Vallespir. En aquest cas l'Alt Vallespir comprèn des del principi de la conca del riu Tec i Prats de Molló fins a Palaldà.
La Gran Enciclopèdia Catalana i les obres que se'n deriven, com la Geografia Comarcal de Catalunya, la divideix en tres, amb la inclusió del Vallespir Mitjà, que faria de frontera entre les valls més altes i la conca esmentada. Segons alguns estudis, com el de Norbert Font i Sagué, s'ha considerat les subcomarques rosselloneses de l'Albera i la Marenda com a part del Vallespir, és a dir, tot el que queda a migdia del Tec quan aquest riu entra en la Plana del Rosselló.
La seva població és de 24.974 habitants (2023). Ceret, la seva capital, concentra gairebé un terç de la seva població, amb 7.968 habitants. Altres viles importants són els Banys d'Arles (3.632 habitants), Arles (2.823 habitants), Morellàs (2.710 habitants) o Sant Joan de Pladecorts (2.313 habitants).

## Història

### Pagusde Vallespir al Rosselló i a Besalú
El Vallespir depenia del bisbat d'Elna i va formar part del comtat del Rosselló des de la seva creació. El 990 Oliba Cabreta va ocupar aquesta regió i la va unir al de Besalú amb la qual cosa va passar a Barcelona el 1111, que el 1172 també va adquirir el Rosselló. Els límits del Vallespir medieval no són els de la comarca actual, sinó tota la dominació del comte de Besalú al nord dels Pirineus, fins a les Cases de Pena.

### Vescomtat de Vallespir
Article principal: Vescomtat de Vallespir
Els comtes de Besalú van instal·lar al nou castell de Cameles, anomenat Castellnou, un diputat intitulat vescomte. En la primera menció de Castellnou, el 990, apareix un "Oliba, vescomte", potser el primer vescomte de Vallespir. El 1015 apareix un Guillem, vescomte de Vallespir, que des de 1021, és anomenat vescomte de Castellnou. Tots els seus descendents ostentaren el títol de "vescomte de Castellnou" fins a Jaspert V, mort el 1321.

### Restauració de Rosselló amb Vallespir
En reinstaurar-se el comtat de Rosselló com a jurisdicció feudal el 1212 per Nunó, nebot d'Alfons I, el Vallespir en va formar part. Nunó intentà d'instal·lar al Vallespir un veguer el 1241, càrrec que va recaure en el vescomte de Castellnou, però que li fou confiscat a la mort de Nunó. Més tard, abans ja d'extingir-se els Castellnou a la primera meitat del segle xiv, va esdevenir una sotsvegueria de la vegueria del Rosselló (anomenada vegueria del Rosselló i Vallespir).

### Vescomtes
- Guillem I c. 1000-1028
- Vescomtat de Castellnou des del 1020

## La comarca del Vallespir i els cantons actuals
Com és sabut, la divisió que ha fet tradicionalment l'estat francès en cantons no s'ajusta mai a criteris geogràfics o històrics, sinó, quan existeix alguna motivació, a criteris demogràfics i polítics. Per això, en l'actualitat la comarca del Vallespir resta dividida entre dos cantons diferents:
- Cantó del Canigó. número 2: Arles, els Banys i Palaldà, Cortsaví, Costoja, la Menera, Montboló, Montferrer, Prats de Molló i la Presta, Reiners, Sant Llorenç de Cerdans, Serrallonga i el Tec.
- Cantó de Vallespir-Albera, número 17: L'Albera, Ceret, les Cluses, Morellàs i les Illes, el Pertús i Sant Joan de Pladecorts.

## Galeria

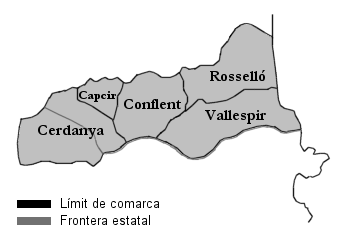
El Vallespir segons Norbert Font i Sagué
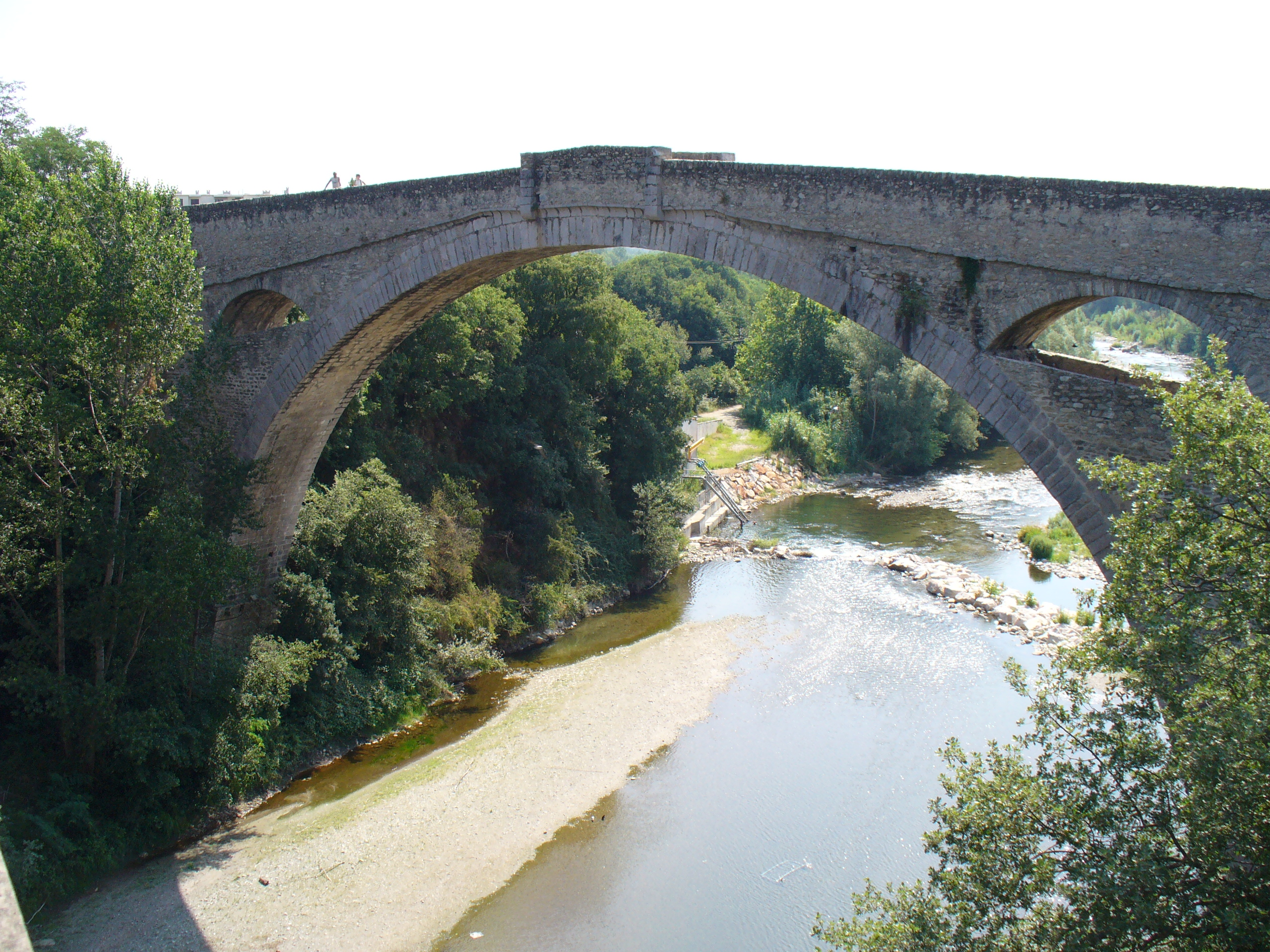
Pont del Diable de Ceret, sobre el Tec, construït el segle xiv i modificat el xviii
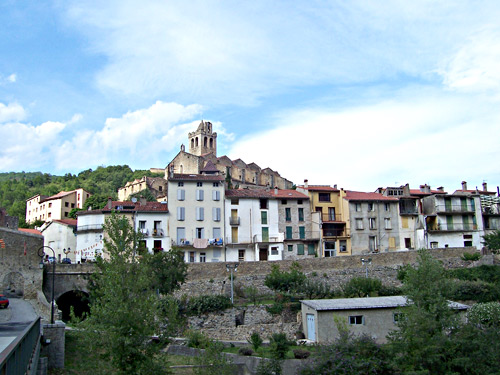
Prats de Molló
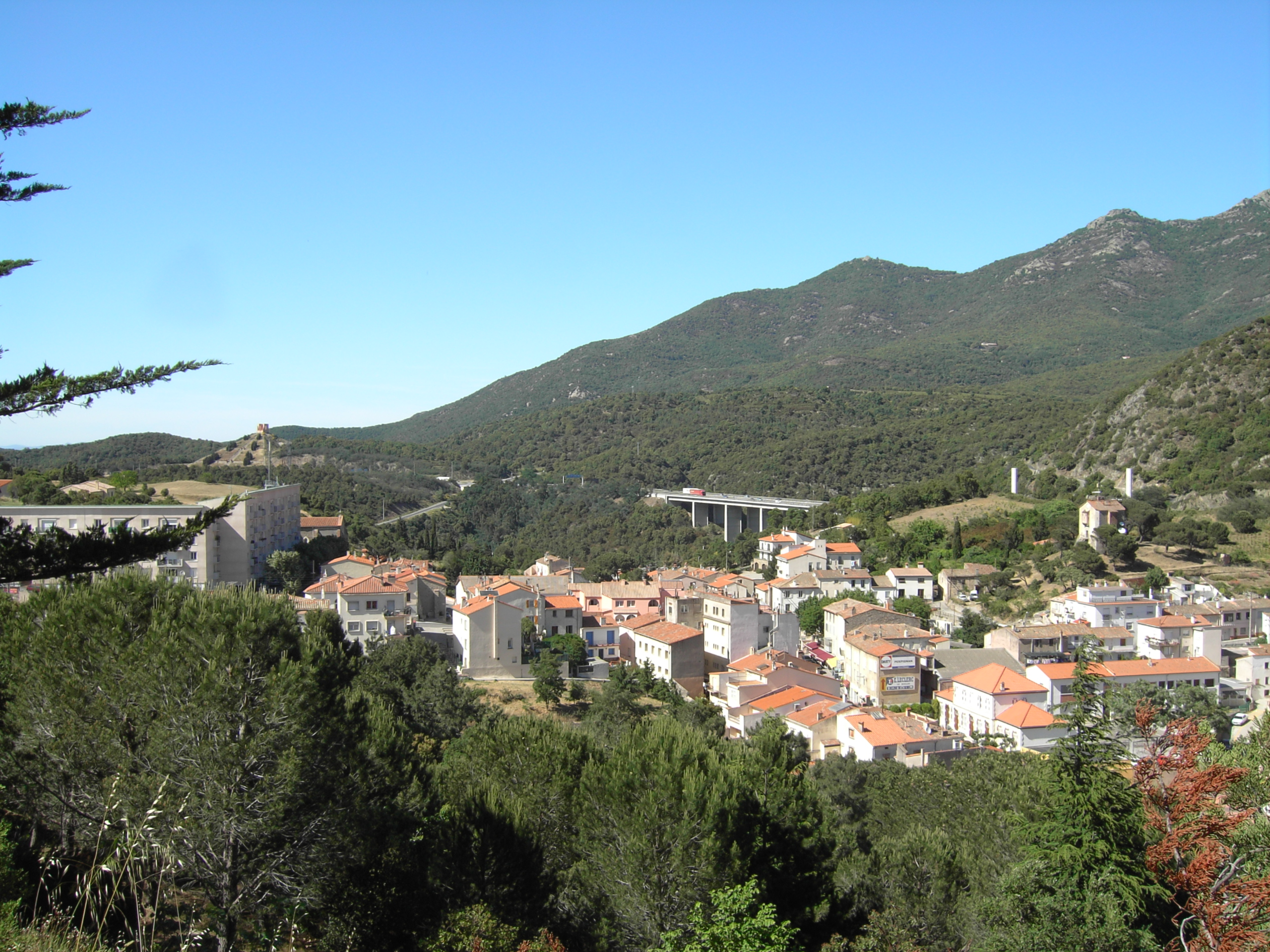
El Pertús